# Klaudia Jedlińska
Klaudia Jedlińska, née le 9 février 2000 à Bełchatów, est une footballeuse internationale polonaise. Elle évolue actuellement au poste d'attaquante au Paris FC.

## Biographie
Klaudia Jedlińska naît à Bełchatów dans la voïvodie de Łódź. Elle arrive à l'UKS SMS Łódź en 2014.
En avril 2021, Klaudia Jedlińska dispute son premier match avec l'équipe de Pologne.
Elle remporte le championnat de Pologne en 2021-2022.
En 2022-2023, elle découvre la Ligue des champions, termine troisième du championnat et remporte la coupe de Pologne avec Łódź.
Après neuf ans au club, elle est transférée au Dijon FCO lors du mercato estival 2023. Elle y rejoint sa compatriote Małgorzata Grec. En 2024-2025, elle réussit une très bonne saison et mène Dijon à une quatrième place historique.
Lors du mercato estival 2025, elle rejoint le Paris FC pour 3 saisons. Lors de l'Euro 2025, elle fait partie de la première équipe de Pologne à disputer la phase finale.